# Óscar Ustari
Óscar Alfredo Ustari (América, 3 luglio 1986) è un calciatore argentino, portiere dell'Inter Miami.

## Carriera

### Club

#### Primi anni: Independiente
La sua prima squadra è stato l'Independiente Rivadavia, dove ha giocato fino all'età di 14 anni.
È passato poi al Club Atlético Independiente dove ha partecipato alle varie selezioni giovanili. La tragica morte del portiere titolare Lucas Molina diede un forte impulso alla carriera calcistica di Ustari.
Dopo aver giocato e vinto il campionato del mondo Under-20 2005 nei Paesi Bassi è stato aggregato nella prima squadra dell'Club Atlético Independiente ed a seguito della partenza di Carlos Navarro Montoya ha disputato il Campionato di calcio Argentino 2005. Tuttavia, su esplicita richiesta dell'allenatore Julio César Falcioni fu ingaggiato un portiere più esperto, Bernardo Leyenda dal Banfield, ma dopo nove partite Ustari diventò titolare, debuttando il 5 ottobre 2005 contro il Newell's Old Boys, fornendo una prestazione convincente. Per i tre anni successivi, sotto la guida del nuovo allenatore Jorge Burruchaga, fu il titolare della squadra.
Il 10 giugno 2007, in una gara di campionato, realizza il suo primo e finora unico gol della sua carriera, battendo un rigore contro il Quilmes. Ha giocato la sua ultima partita con l'Independiente, il 16 giugno 2007, in un match contro il Gimnasia La Plata.

#### Getafe
L'11 luglio 2007 si è stato trasferito al Getafe CF per 8 milioni di euro. Dopo essere stato presentato ufficialmente il 12 luglio, si è unito al raduno prestagionale con la sua nuova squadra. All'inizio della Liga Spagnola è il secondo portiere della squadra, ma per un infortunio di Roberto Abbondanzieri, Ustari debutta il 26 settembre del 2007, in una partita di campionato contro il Valencia, persa con il punteggio di 2-1.
Ricopre il ruolo di titolare anche in altri match, nelle gare della Coppa del Re gioca titolare mentre nella Liga e la UEFA viene scelto Abbondanzieri. In seguito si alterna con l'altro portiere del Getafe: Jordi Codina. All'inizio della stagione 2011-2012 si rompe il legamento crociato. Rientrato dall'infortunio, viene superato nelle gerarchie e non riesce a collezionare alcuna presenza. Al termine della stagione si svincola.

#### Boca Juniors
Il 22 luglio 2012 torna in Argentina per giocare nelle file del Boca Juniors.

#### Almería e Sunderland
Il 18 luglio 2013 viene ingaggiato a titolo definitivo dall'Almería. Con gli spagnoli non colleziona alcuna presenza e il 21 gennaio 2014 viene ufficializzato il suo trasferimento in Inghilterra, al Sunderland, con cui firma un contratto per sei mesi.

#### Newell's Old Boys
Il 5 luglio 2014 viene ufficializzato il suo ritorno in Argentina, al Newell's Old Boys, in cui milita per due stagioni.

#### Atlas
Nel gennaio 2016 si trasferisce a titolo definitivo all'Atlas.
Nel novembre 2017 è vittima di un infortunio durante il rinvio: la diagnosi è stata la frattura del tendine rotuleo.

### Nazionale
Nel 2003 è stato il portiere titolare dell'Argentina Under-17 nel Campionato sudamericano di calcio Under-17 giocato in Bolivia.
È stato il portiere dell'Argentina Under-20, che ha vinto il Mondiale di Calcio Under-20 nel 2005.
Ha partecipato ai Mondiali di calcio 2006 con la nazionale maggiore, pur non avendo collezionato alcuna presenza in questa manifestazione in quanto terzo portiere. È stato l'unico dei 23 convocati a non scendere in campo. Ha vestito la maglia numero 23.
Fu chiamato dal commissario tecnico della Nazionale, Alfio Basile, per la Copa América 2007, ma dovette rinunciare per un infortunio.
Ha debuttato da titolare il 22 agosto del 2007, in una amichevole che terminò con una sconfitta per 2-1 contro la Norvegia.
Nel 2008 ha fatto parte dalla Nazionale Under-23 che ha vinto la medaglia d'oro nel torneo maschile di calcio dei Giochi Olimpici di Pechino 2008.
Ha collezionato un'altra presenza in nazionale maggiore il 20 settembre 2012, in Brasile-Argentina, terminata 2-1 per i padroni di casa.

## Statistiche

### Presenze e reti nei club
Statistiche aggiornate al 17 luglio 2025.
| Stagione                 | Squadra                  | Campionato               | Campionato | Campionato | Coppe nazionali | Coppe nazionali | Coppe nazionali | Coppe continentali | Coppe continentali | Coppe continentali | Altre coppe | Altre coppe | Altre coppe | Totale | Totale  | Totale |
| Stagione                 | Squadra                  | Comp                     | Pres       | Reti       | Comp            | Pres            | Reti            | Comp               | Pres               | Reti               | Comp        | Pres        | Reti        | Pres   | Reti    |        |
| ------------------------ | ------------------------ | ------------------------ | ---------- | ---------- | --------------- | --------------- | --------------- | ------------------ | ------------------ | ------------------ | ----------- | ----------- | ----------- | ------ | ------- | ------ |
| 2005-2006                | Independiente            | PD                       | 28         | -27        | -               | -               | -               | -                  | -                  | -                  | -           | -           | -           | 28     | -27     |        |
| 2006-2007                | Independiente            | PD                       | 35         | -47; 1     | -               | -               | -               | -                  | -                  | -                  | -           | -           | -           | 35     | -47; 1  |        |
| Totale Independiente     | Totale Independiente     | Totale Independiente     | 63         | -74; 1     |                 | -               | -               |                    | -                  | -                  |             | -           | -           | 63     | -74; 1  |        |
| 2007-2008                | Getafe                   | PD                       | 4          | -6         | CR              | 8               | -7              | CU                 | 5                  | -5                 | -           | -           | -           | 17     | -18     |        |
| 2008-2009                | Getafe                   | PD                       | 5          | -3         | CR              | 0               | 0               | -                  | -                  | -                  | -           | -           | -           | 5      | -3      |        |
| 2009-2010                | Getafe                   | PD                       | 16         | -24        | CR              | 5               | -5              | -                  | -                  | -                  | -           | -           | -           | 21     | -29     |        |
| 2010-2011                | Getafe                   | PD                       | 16         | -27        | CR              | 4               | -5              | UEL                | 7                  | -8                 | -           | -           | -           | 27     | -40     |        |
| 2011-2012                | Getafe                   | PD                       | 0          | 0          | CR              | 0               | 0               | -                  | -                  | -                  | -           | -           | -           | 0      | 0       |        |
| Totale Getafe            | Totale Getafe            | Totale Getafe            | 41         | -60        |                 | 17              | -17             |                    | 12                 | -13                |             | -           | -           | 70     | -90     |        |
| 2012-2013                | Boca Juniors             | PD                       | 12         | -20        | CA+CA           | 1+1             | -1 + 0          | CS+CL              | 1+0                | 0                  | SA          | 1           | 0           | 16     | -21     |        |
| 2013-gen. 2014           | Almería                  | PD                       | 0          | 0          | CR              | 4               | -4              | -                  | -                  | -                  | -           | -           | -           | 4      | -4      |        |
| gen.-giu. 2014           | Sunderland               | PL                       | 0          | 0          | FACup+CdL       | 3+0             | -3 + 0          | -                  | -                  | -                  | -           | -           | -           | 3      | -3      |        |
| 2014                     | Newell's Old Boys        | PD                       | 19         | -23        | CA              | -               | -               | -                  | -                  | -                  | -           | -           | -           | 19     | -23     |        |
| 2015                     | Newell's Old Boys        | PD                       | 17         | -16        | CA              | 0               | 0               | -                  | -                  | -                  | -           | -           | -           | 17     | -16     |        |
| Totale Newell's Old Boys | Totale Newell's Old Boys | Totale Newell's Old Boys | 36         | -39        |                 | 0               | 0               |                    | -                  | -                  |             | -           | -           | 36     | -39     |        |
| gen.-giu. 2016           | Atlas                    | LMX                      | 11         | -20        | CMX             | 1               | 0               | -                  | -                  | -                  | -           | -           | -           | 12     | -20     |        |
| 2016-2017                | Atlas                    | LMX                      | 24         | -31        | CMX             | 0               | 0               | -                  | -                  | -                  | -           | -           | -           | 24     | -31     |        |
| 2017-2018                | Atlas                    | LMX                      | 7          | -5         | CMX             | 2               | -3              | -                  | -                  | -                  | -           | -           | -           | 9      | -8      |        |
| Totale Atlas             | Totale Atlas             | Totale Atlas             | 42         | -56        |                 | 3               | -3              |                    | -                  | -                  |             | -           | -           | 45     | -59     |        |
| lug.-dic. 2019           | Liverpool (M)            | PD                       | 17+1       | -13 + -2   | -               | -               | -               | -                  | -                  | -                  | -           | -           | -           | 18     | -15     |        |
| gen.-giu. 2020           | Pachuca                  | LMX                      | 5          | -4         | CMX             | 1               | -2              | -                  | -                  | -                  | -           | -           | -           | 6      | -6      |        |
| 2020-2021                | Pachuca                  | LMX                      | 40         | -41        | -               | -               | -               | -                  | -                  | -                  | -           | -           | -           | 40     | -41     |        |
| 2021-2022                | Pachuca                  | LMX                      | 38         | -42        | -               | -               | -               | -                  | -                  | -                  | -           | -           | -           | 38     | -42     |        |
| 2022-2023                | Pachuca                  | LMX                      | 38         | -44        | -               | -               | -               | CCL                | 2                  | -1                 | CdC         | 1           | -2          | 41     | -47     |        |
| lug. 2023                | Pachuca                  | LMX                      | 3          | -6         | -               | -               | -               | -                  | -                  | -                  | -           | -           | -           | 3      | -6      |        |
| Totale Pachuca           | Totale Pachuca           | Totale Pachuca           | 124        | -137       |                 | 1               | -2              |                    | 2                  | -1                 |             | 1           | -2          | 128    | -142    |        |
| feb.-giu. 2024           | Audax Italiano           | A                        | 13         | -18        | CC              | 0               | 0               | -                  | -                  | -                  | -           | -           | -           | 13     | -18     |        |
| sep.-dic. 2024           | Inter Miami              | MLS                      | 1          | 0          | -               | -               | -               | CCC                | -                  | -                  | LC          | -           | -           | 1      | 0       |        |
| 2025                     | Inter Miami              | MLS                      | 17         | -24        | -               | -               | -               | CCC                | 8                  | -8                 | LC+Cmc      | 0+4         | 0 + -7      | 29     | -39     |        |
| Totale Inter Miami       | Totale Inter Miami       | Totale Inter Miami       | 18         | -24        |                 | -               | -               |                    | 8                  | -8                 |             | 4           | -7          | 30     | -39     |        |
| Totale carriera          | Totale carriera          | Totale carriera          | 243        | -306; 1    |                 | 29              | -28             |                    | 21                 | -21                |             | 5           | -7          | 278    | -362; 1 |        |

### Cronologia presenze e reti in nazionale
| Cronologia completa delle presenze e delle reti in nazionale ― Argentina | Cronologia completa delle presenze e delle reti in nazionale ― Argentina | Cronologia completa delle presenze e delle reti in nazionale ― Argentina | Cronologia completa delle presenze e delle reti in nazionale ― Argentina | Cronologia completa delle presenze e delle reti in nazionale ― Argentina | Cronologia completa delle presenze e delle reti in nazionale ― Argentina | Cronologia completa delle presenze e delle reti in nazionale ― Argentina | Cronologia completa delle presenze e delle reti in nazionale ― Argentina |
| Data                                                                     | Città                                                                    | In casa                                                                  | Risultato                                                                | Ospiti                                                                   | Competizione                                                             | Reti                                                                     | Note                                                                     |
| ------------------------------------------------------------------------ | ------------------------------------------------------------------------ | ------------------------------------------------------------------------ | ------------------------------------------------------------------------ | ------------------------------------------------------------------------ | ------------------------------------------------------------------------ | ------------------------------------------------------------------------ | ------------------------------------------------------------------------ |
| 22-8-2007                                                                | Oslo                                                                     | Norvegia                                                                 | 2 – 1                                                                    | Argentina                                                                | Amichevole                                                               | -2                                                                       |                                                                          |
| 20-9-2012                                                                | Goiânia                                                                  | Brasile                                                                  | 2 – 1                                                                    | Argentina                                                                | Amichevole                                                               | -2                                                                       |                                                                          |
| Totale                                                                   |                                                                          | Presenze                                                                 | 2                                                                        |                                                                          | Reti                                                                     | -4                                                                       |                                                                          |

## Palmarès

### Club
- Copa Argentina: 1

Boca Juniors: 2011-2012
- MLS Supporters' Shield: 1

Inter Miami: 2024

### Nazionale
- Campionato sudamericano Under-17: 1

2003
- Campionato mondiale Under-20: 1

2005
- Oro olimpico: 1

Pechino 2008